# Буковінка (Нижньосілезьке воєводство)
Буковінка (пол. Bukowinka) — село в Польщі, у гміні Твардоґура Олесницького повіту Нижньосілезького воєводства.
Населення — 127 осіб (2011).
У 1975-1998 роках село належало до Вроцлавського воєводства.

## Демографія
Демографічна структура станом на 31 березня 2011 року:
|          | Загалом | Допрацездатний вік | Працездатний вік | Постпрацездатний вік |
| -------- | ------- | ------------------ | ---------------- | -------------------- |
| Чоловіки | 66      | 16                 | 42               | 8                    |
| Жінки    | 61      | 13                 | 36               | 12                   |
| Разом    | 127     | 29                 | 78               | 20                   |